# بورتنباخ
بورتنباخ (به آلمانی: Burtenbach) یک شهر در آلمان است که در گونتسبورگ واقع شده‌است.